# Comuna Stepne, Berîslav
Stepne (în ucraineană Степне) este o comună în raionul Berîslav, regiunea Herson, Ucraina, formată din satele Koșara și Stepne (reședința).

## Demografie
Componența lingvistică a comunei Stepne
     Ucraineană (92,82%)
     Rusă (6,26%)
     Alte limbi (0,8%)
Conform recensământului din 2001, majoritatea populației comunei Stepne era vorbitoare de ucraineană (92,82%), existând în minoritate și vorbitori de rusă (6,26%).